# Gidas Umbri
Gidas Umbri (Pésaro, 31 de octubre de 2001) es un deportista italiano que compite en ciclismo en las modalidades de pista y ruta. Ganó una medalla de plata en el Campeonato Europeo de Ciclismo en Pista de 2020, en la prueba de persecución por equipos.

## Medallero internacional
| Campeonato Europeo | Campeonato Europeo | Campeonato Europeo | Campeonato Europeo      |
| Año                | Lugar              | Medalla            | Competición             |
| ------------------ | ------------------ | ------------------ | ----------------------- |
| 2020               | Plovdiv (Bulgaria) | Medalla de plata   | Persecución por equipos |